# Premi Oscar 1955
La 27ª edizione della cerimonia di premiazione dei Premi Oscar si è tenuta il 30 marzo 1955 a Los Angeles, al RKO Pantages Theatre, condotta dall'attore comico Bob Hope affiancato dall'attrice Thelma Ritter.

## Vincitori e candidati
Vengono di seguito indicati in grassetto i vincitori. Dove ricorrente e disponibile, viene indicato il titolo in lingua italiana e quello in lingua originale tra parentesi.

### Miglior film
- Fronte del porto (On the Waterfront), regia di Elia Kazan
- L'ammutinamento del Caine (The Caine Mutiny), regia di Edward Dmytryk
- La ragazza di campagna (The Country Girl), regia di George Seaton
- Sette spose per sette fratelli (Seven Brides for Seven Brothers), regia di Stanley Donen
- Tre soldi nella fontana (Three Coins in the Fountain), regia di Jean Negulesco

### Miglior regia
- Elia Kazan - Fronte del porto (On the Waterfront)
- George Seaton - La ragazza di campagna (The Country Girl)
- William Wellman - Prigionieri del cielo (The High and the Mighty)
- Alfred Hitchcock - La finestra sul cortile (Rear Window)
- Billy Wilder - Sabrina

### Miglior attore protagonista
- Marlon Brando - Fronte del porto (On the Waterfront)
- Humphrey Bogart - L'ammutinamento del Caine (The Caine Mutiny)
- Bing Crosby - La ragazza di campagna (The Country Girl)
- James Mason - È nata una stella (A Star Is Born)
- Dan O'Herlihy - Le avventure di Robinson Crusoe (Adventures of Robinson Crusoe)

### Migliore attrice protagonista
- Grace Kelly - La ragazza di campagna (The Country Girl)
- Dorothy Dandridge - Carmen Jones
- Judy Garland - È nata una stella (A Star Is Born)
- Audrey Hepburn - Sabrina
- Jane Wyman - Magnifica ossessione (Magnificent Obsession)

### Miglior attore non protagonista
- Edmond O'Brien - La contessa scalza (The Barefoot Contessa)
- Lee J. Cobb - Fronte del porto (On the Waterfront)
- Karl Malden - Fronte del porto (On the Waterfront)
- Rod Steiger - Fronte del porto (On the Waterfront)
- Tom Tully - L'ammutinamento del Caine (The Caine Mutiny)

### Migliore attrice non protagonista
- Eva Marie Saint - Fronte del porto (On the Waterfront)
- Nina Foch - La sete del potere (Executive Suite)
- Katy Jurado - La lancia che uccide (Broken Lance)
- Jan Sterling - Prigionieri del cielo (The High and the Mighty)
- Claire Trevor - Prigionieri del cielo (The High and the Mighty)

### Miglior sceneggiatura
- George Seaton - La ragazza di campagna (The Country Girl)
- Stanley Roberts - L'ammutinamento del Caine (The Caine Mutiny)
- John Michael Hay - La finestra sul cortile (Rear Window)
- Albert Hackett, Frances Goodrich e Dorothy Kingsley - Sette spose per sette fratelli (Seven Brides for Seven Brothers)
- Billy Wilder, Samuel A. Taylor, e Ernest Lehman - Sabrina

### Migliori soggetto e sceneggiatura
- Budd Schulberg - Fronte del porto (On the Waterfront)
- Joseph L. Mankiewicz - La contessa scalza (The Barefoot Contessa)
- William Rose - La rivale di mia moglie (Genevieve)
- Valentine Davies e Oscar Brodney - La storia di Glenn Miller (The Glenn Miller Story)
- Norman Panama e Melvin Frank - Un pizzico di follia (Knock on Wood)

### Miglior soggetto
- Philip Yordan - La lancia che uccide (Broken Lance)
- Ettore Maria Margadonna - Pane, amore e fantasia
- François Boyer - Giochi proibiti (Jeux interdits)
- Jed Harris e Tom Reed - Gente di notte (Night People)
- Lamar Trotti - Follie dell'anno (There's No Business Like Show Business)

### Miglior fotografia
- Bianco e nero

- Boris Kaufman - Fronte del porto (On the Waterfront)
- John F. Warren - La ragazza di campagna (The Country Girl)
- George Folsey - La sete del potere (Executive Suite)
- John Seitz - Senza scampo (Rogue Cop)
- Charles Lang - Sabrina

- Colore

- Milton Krasner - Tre soldi nella fontana (Three Coins in the Fountain)
- Robert Burks - La finestra sul cortile (Rear Window)
- Leon Shamroy - Sinuhe l'egiziano (The Egyptian)
- George Folsey - Sette spose per sette fratelli (Seven Brides for Seven Brothers)
- William V. Skall - Il calice d'argento (The Silver Chalice)

### Miglior scenografia
- Bianco e nero
  - Richard Day - Fronte del porto (On the Waterfront)
  - Hal Pereira, Roland Anderson, Sam Comer e Grace Gregory - La ragazza di campagna (The Country Girl)
  - Cedric Gibbons, Edward Carfagno, Edwin B. Willis e Emile Kuri - La sete del potere (Executive Suite)
  - Max Ophüls - Il piacere (Le Plaisir)
  - Hal Pereira, Walter Tyler, Sam Comer e Ray Moyer - Sabrina

- Colore

- John Meehan e Emile Kuri - Ventimila leghe sotto i mari (20,000 Leagues under the Sea)
- Cedric Gibbons, Preston Ames, Edwin B. Willis e Keogh Gleason - Brigadoon
- Malcolm Bert, Gene Allen, Irene Sharaff e George James Hopkins - È nata una stella (A Star Is Born)
- Lyle Wheeler, Leland Fuller, Walter M. Scott e Paul S. Fox - Désirée
- Hal Pereira, Roland Anderson, Sam Comer e Ray Moyer - Giarrettiere rosse (Red Garters):

### Migliori costumi
- Bianco e nero

- Edith Head - Sabrina
- Georges Annenkov e Rosine Delamare - I gioielli di Madame de... (Madame de...)
- Helen Rose - La sete del potere (Executive Suite)
- Christian Dior - Stazione Termini
- Jean Louis - La ragazza del secolo (It Should Happen to You):

- Colore

- Sanzo Wada - La porta dell'inferno (Jigokumon)
- Irene Sharaff - Brigadoon
- Jean Louis, Mary Ann Nyberg e Irene Sharaff - È nata una stella (A Star Is Born)
- Charles LeMaire, Travilla e Miles White - Follie dell'anno (There's No Business Like Show Business)
- Charles LeMaire e René Hubert - Désirée

### Migliori effetti speciali
- Walt Disney Studios - Ventimila leghe sotto i mari (20,000 Leagues under the Seai)
- Warner Bros. Studio - Assalto alla Terra (Them!)
- 20th Century-Fox Studio - Le piogge di Ranchipur (The Rains of Ranchipur)

### Miglior montaggio
- Gene Milford - Fronte del porto (On the Waterfront)
- Ralph Dawson - Prigionieri del cielo (The High and the Mighty)
- William A. Lyon e Henry Batista - L'ammutinamento del Caine (The Caine Mutiny)
- Ralph E. Winters - Sette spose per sette fratelli (Seven Brides for Seven Brothers)
- Elmo Williams - Ventimila leghe sotto i mari (20,000 Leagues under the Sea)

### Miglior sonoro
- Leslie I. Carey e Universal-International Studio Sound Department - La storia di Glenn Miller (The Glenn Miller Story)
- John P. Livadary e Columbia Studio Sound Department - L'ammutinamento del Caine (The Caine Mutiny)
- Loren L. Ryder e Paramount Studio Sound Department - La finestra sul cortile (Rear Window)
- Wesley C. Miller e Metro-Goldwyn-Mayer Studio Sound Department - Brigadoon
- John O. Aalberg e RKO Radio Studio Sound Department - Susanna ha dormito qui (Susan Slept Here)

### Migliore colonna sonora
- Film musicale

- Saul Chaplin e Adolph Deutsch - Sette spose per sette fratelli (Seven Brides for Seven Brothers)
- Ray Heindorf - È nata una stella (A Star Is Born)
- Herschel Burke Gilbert - Carmen Jones
- Alfred Newman e Lionel Newman - Follie dell'anno (There's No Business Like Show Business)
- Joseph Gershenson e Henry Mancini - La storia di Glenn Miller (The Glenn Miller Story)

- Film drammatico o commedia

- Dimitri Tiomkin - Prigionieri del cielo (The High and the Mighty)
- Max Steiner - L'ammutinamento del Caine (The Caine Mutiny)
- Larry Adler - La rivale di mia moglie (Genevieve)
- Leonard Bernstein - Fronte del porto (On the Waterfront)
- Franz Waxman - Il calice d'argento (The Silver Chalice)

### Miglior canzone
- "Three Coins in the Fountain", musica di Jule Styne e testo di Sammy Cahn - Tre soldi nella fontana (Three Coins in the Fountain)
- "Count Your Blessings Instead of Sheep", musica e testo di Irving Berlin - Bianco Natale (White Christmas)
- "Hold My Hand", musica di Jack Lawrence, testo di Richard Myers - Susanna ha dormito qui (Susan Slept Here)
- "The High and the Mighty", musica di Dimitri Tiomkin testo di Ned Washington - Prigionieri del cielo (The High and the Mighty)
- "The Man That Got Away", musica di Harold Arlen, testo di Ira Gershwin - È nata una stella (A Star Is Born)

### Miglior documentario
- La grande prateria (The Vanishing Prairie), regia di James Algar
- The Stratford Adventure, regia di Morten Parker

### Miglior cortometraggio
- This Mechanical Age, regia di Robert Youngson
- The First Piano Quartette, regia di Otto Lang
- The Strauss Fantasy, regia di Johnny Green

### Miglior cortometraggio a 2 bobine
- A Time Out of War, regia di Denis Sanders
- Beauty and the Bull, regia di Cedric Francis
- Jet Carrier, regia di Otto Lang
- Siam, regia di Ralph Wright

### Miglior cortometraggio documentario
- Thursday's Children, regia di Lindsay Anderson e Guy Brenton
- Rembrandt: A Self-Portrait, regia di Morrie Roizman
- Jet Carrier, regia di Otto Lang

### Miglior cortometraggio d'animazione
- When Magoo Flew, regia di Pete Burness
- Crazy Mixed Up Pup, regia di Tex Avery
- Pigs Is Pigs, regia di Jack Kinney
- Sandy Claws, regia di Friz Freleng
- Il moschettiere dilettante (Touché, Pussy Cat!), regia di Joseph Barbera e William Hanna

## Premi speciali

### Premio onorario al miglior film straniero
- La porta dell'inferno (Jigokumon), regia di Teinosuke Kinugasa (Giappone)

### Premio alla carriera
- Bausch & Lomb Optical Company per il loro contributo all'avanzamento dell'industria cinematografica.
- Kemp R. Niver per lo sviluppo del Renovare Process che ha reso possibile il restauro della Collezione Cinematografica della Biblioteca del Congresso.
- Greta Garbo per le sue indimenticabili interpretazioni sullo schermo.
- Danny Kaye per il suo talento unico, il suo servizio all'Academy, all'industria cinematografica e al popolo statunitense.

### Premio giovanile
- Jon Whiteley e Vincent Winter